# 斯拉夫哥羅德區
斯拉夫哥羅德區（羅馬化：Slavgorodskiy rayon）是白俄羅斯東部莫吉廖夫州的一個區，行政中心为斯拉夫哥羅德，面積1,317.82平方公里，2009年人口14,888，人口密度每平方公里11.28人。